# Natrium-kalium-pumpen
Natrium-kalium-pumpen (også kaldet Na+/K+-pumpen 
eller Na+/K+-ATPase) (EC-nummer 3.6.3.9) er et protein, der findes i cellemembranen i de fleste af menneskekroppens celler. Natrium-kalium-pumpen pumper natrium- og kaliumioner henholdsvis ud af og ind i cellerne og opretholder membranpotentialet over cellemembranen.

## Funktion
Natrium-kalium-pumpens funktion er, at pumpe natrium- og kaliumioner ud af og ind i cellerne. Hver gang der pumpes 3 Na+ ud, pumpes der 2 K+ ind ved forbrug af et ATP. Der er ikke den samme koncentration af natrium (Na+) og kalium (K+) i cellernes cytosol, som i væsken udenfor cellerne, ekstracellulærvæsken. Inde i cellernes cytosol er koncentrationen af Na+ lavere end i ekstracellulærvæsken, mens det omvendte gælder for K+. Koncentrationerne af disse ladede ioner er først og fremmest afhængige af den samlede permeabilitet for ionerne i cellemembranen.
Denne permeabilitet afgøres først og fremmest af små porer, der lækker ionerne igennem membranerne ("lækkanaler")
Transport gennem pumper som natrium-kalium-pumpen, opretholder gradienterne for ionerne (steady state – dvs. ikke ligevægt!). En fejl i natrium-kalium pumpen fører til sygdomme især i hjertet og nervesystemet. Hvis natrium-kalium-pumpen ikke fandtes, ville ionkoncentrationerne gå mod ligevægt, hvilket ville skabe et overskud af ioner i cellerne. Dette ville få cellerne til at optage vand og få cellemembranerne til at sprænges og cellerne til at dø. 

### Natriumkaliumpumpens indvirkning på aktionspotentialer
Hvis et aktionspotentiale fremkaldes, vil natriumkanalerne i membranen åbnes, og der strømmer natriumioner ind i cellen. Dette medfører, at cellen bliver depolariseret, hvorefter natriumkanalerne lukkes og holdes inaktive i en periode(absolut refraktærperiode), hvor der ikke kan fremkaldes et nyt aktionspotentiale. Som depolariseringen når sit maksimum begynder kaliumkanalerne at åbnes, og kaliumioner strømmer ud af cellen. Dette bevirker, at cellen bliver repolariseret. Da kaliumkanalerne lukkes langsomt, slipper der for mange kaliumioner ud af cellen, som så bliver hyperpolariseret, inden hvilemembranpotentialet genoprettes af natrium-kaliumpumpen. I perioden cellen er hyperpolariseret vil cellen skulle påvirkes stærkere af depolariserende stimuli, før et nyt aktionspotentiale kan fremkaldes (relativ refraktærperiode). Natrium-kalium-pumpen er altså afgørende for, at hvilemembranpotentialet genoprettes.

### Natrium-kalium-pumpens indvirkning på membranpotentialet
Dette område er meget omstridt blandt fysiologer og et område, der endnu ikke er afgjort. Membranpotentialet er i princippet fuldstændig uafhængig af natrium-kalium-pumpen. Membranpotentialet afgøres i stedet af negativt ladede proteiner, der ikke kan diffundere gennem cellemembranen. Nogle fysiologer mener, at det elektrogene bidrag – dvs. det at 3 Na+ føres ud for hver 2 K+ føres ind – medfører et membranpotentiale, der er 5-6 mV mere negativt. Andre fysiologer vil dog påpege, at natrium-kalium-pumpen blot opretholder en "steady state" for ionkoncentrationerne, dvs. de modvirker blot virkningen af de nævnte lækkanaler og derved ikke har nogen egentlig betydning for membranpotentialet, idet disse to mekanismer ophæver hinanden.

## Opdagelsen
Natrium-kalium-pumpen blev opdaget af danskeren Jens Christian Skou. I 1957 offentliggjorde han sin første artikel om mekanismen og i 1997 blev han belønnet med Nobelprisen i kemi for sin opdagelse.